# Warenkunde
Die Warenkunde ist eine naturwissenschaftlich-technische Disziplin von den Gebrauchswerten der Waren, das ursprünglich mit den „Handlungswissenschaften“ substanzielles Grundlagenwissen des Handels beschreibt. Warenkunde ist die ordentliche Kenntnis der Ware. Die Propädeutik geht zurück auf den Göttinger Professor Johann Beckmann (1739–1811), der den Begriff „Waarenkunde“ prägte und darunter die neuen und bisher unbekannten Waren (z. B. aus anderen Erdteilen) erklärte und bekannt machen wollte, die später als Kolonialwaren bezeichnet wurden. Der Aufgabenbereich der Warenkunde war bei Beckmann:
(1.) die systematische Ordnung der Waren, (2.) die Identifizierung und Prüfung der Waren, (3.) die Ermittlung der Herkunft der Waren und der wichtigsten Märkte, (4.) die Beschreibung der Herstellungsverfahren, (5.) die Erläuterung des unterschiedlichen Wertes der Sorten und Qualitäten, (6.) die Ermittlung der Bedeutung der Waren im Wirtschaftsleben.

## Entwicklung des Faches

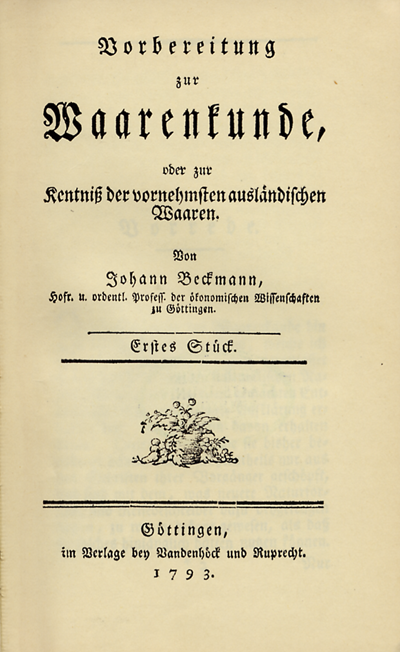
Titelblatt von Johann Beckmanns Vorbereitung zur Waarenkunde (1793).

Die Warenkunde fand zunächst besondere Beachtung im Bereich des Handels, weil die Kenntnis der Handelsgegenstände (Handelsware) von wesentlicher Bedeutung für den wirtschaftlichen Erfolg des Händlers war. Entsprechend kam es zur Bildung von speziellen Warenkunden (Warengruppen, z. B. der Lebensmittel oder der Textilien), die auch in beruflichen Schulen für Warenkaufleute unterrichtet wurden. Beschrieben wird das Aussehen und die Eigenschaften der Waren, die Orte ihrer Gewinnung, die Zubereitung der Waren für den Handel und die Handelssorten. Warenkundlich behandelt werden auch die Verunreinigungen und Fälschungen von Waren und die einfachsten Verfahren, diese zu erkennen.
Die Handelsobjekte enzyklopädisch beschreibende Warenkunde unterscheidet sich von der Warenlehre in deren Ausrichtung auf Gebrauchswert. Johann Michael Leuchs (1763–1836) gliederte in seinem 'System des Handels, 1817', die Warenkunde vom eigentlichen Handel. Er unterschied im 1. Band: „Esswaaren“, „Waaren zur Bekleidung“, „Gemächlichkeitswaaren“, „Waaren zur Hervorbringung“. Viktor Pöschl 1947: „Ware ist die vom Menschen und für ihn mit technischen Mitteln zu stofflichen und geistigen Zwecken wirtschaftlich gestaltete Natur.“ Artur Kutzelnigg 1962: „Die Wirtschaftliche Warenlehre befasst sich mit den Naturprodukten und den technischen Erzeugnissen, die als Waren Bedürfnisse befriedigen, und behandelt sie auf naturwissenschaftlicher Grundlage, aber von Gesichtspunkten und besonders vom Standpunkt des Verbrauchers aus.“  „Es scheint zweckmäßig, von dem Verhältnis auszugehen, das zwischen dem Menschen und seiner Umwelt besteht.“
Mit der Verbreitung des Warenangebots und der Bildung von Marken geriet die Warenkunde in das Interesse der Vermarktung industriell produzierter Waren (Wirtschaftliche Warenlehre bzw. Warenwirtschaftslehre, Produktmarketing und Warenverkaufskunde). Im Marketing bekommen Gesichtspunkte der allgemeinen Warenkunde Bedeutung, beispielsweise die Lebenszyklen einzelner Produkte auf dem Konsumgütermarkt, deren Obsoleszenz oder die Differenzierung des Warenangebots nach Anspruchsniveaus im Warengruppenmanagement.
Da in den Überflussgesellschaften Waren nicht nur der unmittelbaren Bedürfnisbefriedigung dienen, sondern auch dazu, Lebensstile zu kultivieren oder die eigene Individualität auszudrücken, geraten Waren auch in den Fokus des kulturellen Interesses und der Soziologie. Hierbei interessieren etwa die kulturindustriellen Fragen, warum Waren unter amerikanischen Marken, wie Coca-Cola oder McDonald’s, weltweit Konsumstile prägen und nationale Kulturen verdrängen und in globaler Dimension die warenethischen Bemühungen zum fairen Handel und nachhaltigen Konsum.
Unter den Einflüssen von Ressourcenverknappung und der Umweltproblematik kam dem biologisch-ökologischen Aspekt der Ware besondere Bedeutung zu. So lässt sich der Ressourcenverbrauch einzelner Waren errechnen und als „ökologischer Rucksack“ definieren. Dadurch lassen sich weniger umweltschädliche Varianten als Alternativen ermitteln. Die Minimierung der Umweltbelastung im Lebenslauf der Ware hat sich die Integrierte Produktpolitik (IPP) zur Aufgabe gemacht.
Damit ist die Nachhaltigkeit ein wesentlicher Aspekt von Warenkunde und Warenlehre, Grundlagenfach für das nachhaltige Management. Im warenwissenschaftlichen Sinn des Brundtland-Reports sind die Waren als Mittel zur Bedürfnisbefriedigung die Substanz ganzheitlich nachhaltiger Entwicklung.
Als Leitbild hatte die Physikalische Ökonomie (Gottfried Wilhelm Leibniz, 1646–1716) bis Ende des 18. Jahrhunderts vielfach wirtschaftswissenschaftlichen Einfluss. Die Göttinger Universität, wo Johann Beckmann als Staatswissenschaftler wirkte, folgte mit „Theoria cum praxi“ Leibniz im Leitbild. Die politische Ökonomie setzte die Erkenntnisse der Naturwissenschaften noch insgesamt voraus. Johann Beckmann war Herausgeber und überwiegender Verfasser der Physikalisch-ökonomischen Bibliothek.
Wiewohl auf den Grundlagen der Lehre von der Ware schon im frühen 19. Jahrhundert angeregt wurde, als eine von drei Hauptwissenschaften auch eine eigene realökonomische Disziplin aufzunehmen, hat bisher die Wirtschaftswissenschaft keine solche Lehre in sich eingegliedert. Das akademische Ausblenden der Ware als Elementarform des Wirtschaftens ist oft kritisiert worden. Dem Theorieverzicht der enzyklopädisch betriebenen Warenkunde folgten seit Mitte des Zwanzigsten Jahrhunderts wissenschaftslogische Neuansätze, aus welchen zunächst aus der Wirtschaftlichen Warenlehre im betriebswirtschaftlichen Kontext die Warenwirtschaftslehre, sodann auf naturwissenschaftlich-systemtheoretischer Grundlage die bio-ökonomische Orientierung hervorgegangen sind.
Die enzyklopädisch-systematische Warenkunde entwickelte sich im Bemühen um eine fachliche Epistemologie zum Generalismus der Wissenschaft und Lehre von der Ware auf Grundlage der Allgemeinen Systemtheorie, Theoretischen Biologie (Ludwig v. Bertalanffy, 1901–1972) und Bioökonomik (Nicholas Georgescu-Roegen, 1906–1994). Wesentlich ist die Verschmelzung von Thermodynamik, Evolutionsbiologie und Wirtschaftswissenschaft. Die Warenwissenschaft / Warenlehre beruht damit auf biophysikalischen Grundlagen.
Verbreitung und Pflege der Warenkunde bzw. Warenlehre gestalten sich weltweit recht unterschiedlich. Während in Deutschland der letzte Lehrstuhl für Warenkunde (Handelshochschule Leipzig) 1991 abgeschafft wurde, wird Warenlehre in Japan, Polen, Italien und anderen Ländern auf akademischer Ebene intensiv gepflegt. Die technologische Ausrichtung der Warenkunde (Hochschule für Welthandel in Wien) stand zunächst in der enzyklopädischen Tradition der Naturgeschichte, sodann technologischer Aufklärung als Orientierungswissen. Eine Ausrichtung auf gewerbliche Verwendungszusammenhänge im technisch-ökonomischen Bereich – Technologie verbunden mit Wirtschaftlicher Warenlehre – ist die in der Berufsbildung seit dem frühen 19. Jh. tradierte „Polytechnik“.
Seit Gründung der Real-Handlungs-Academie in Wien durch Kaiserin Maria-Theresia im Jahr 1770 beinhaltet das kaufmännische Bildungswesen den naturgeschichtlich-warenkundlichen Unterricht nach dem Vorbild von Johann Beckmann und wurde zur spezifisch österreichischen Tradition. In Beibehaltung naturwissenschaftlicher Ausrichtung wurde in Österreich ab 1978 unter zusätzlicher Berücksichtigung der sozialen und ökologischen Gesichtspunkte das Integrationsfach „Biologie und Warenlehre“ (Lehramt) geschaffen.  In den kaufmännischen Schulen Österreichs wird „Biologie, Ökologie und Warenlehre“ integrativ gelehrt, wobei – mit naturwissenschaftlichem Ansatz – die Ware umfassend als „der Wirtschaftsgegenstand“ begriffen wird.  In der Lehrplanreform von 2014 an den kaufmännischen Lehranstalten Österreichs ist die Warenlehre mit der Intention naturverstehender Wirtschaftsweise zum Leitbild des in „Angewandte Naturwissenschaften“ umbenannten Unterrichtsgegenstands geworden. Von den Entscheidungsträgern der Wiener Wirtschaftsuniversität wurde das für die Technologie und Warenwissenschaft zuständige Institut 2012 geschlossen.
In der Umgangssprache wird der Begriff „Ware“ teilweise als Synonym für Gut oder Produkt und Konsumgut gebraucht, auch existiert im Englischen kein vergleichbarer Oberbegriff. Der Sammelbegriff „Commodities“ beschränkt sich auf homogene Handelswaren. „Ware“ ist ein Gegenbegriff zu „Geld“. - Die Warenkunde und die Warenlehre nehmen für sich eine umfassende Definition von „Ware“ in Anspruch: Waren sind von Menschen zum Zwecke der Bedürfnisbefriedigung produzierte Gegenstände, die mit wirtschaftlichen Interessen gehandelt und schließlich ge- bzw. verbraucht werden, wobei der Prozess von der Produktion bis zur Entsorgung Wechselwirkungen mit der Gesellschaft und der Biosphäre (Sozial- bzw. Human-Ökologie) hat.
Aufgrund des naturwissenschaftlichen Ansatzes in der Warenkunde/Warenlehre macht die physiologische Biozentrik den grundlegenden Unterschied zur anthropozentrischen Auffassung wirtschaftlicher Güter, weil auch im ökologischen Gegenteil solche nicht lebensdienlich sein müssen.

## Fachabgrenzungen und Fachrichtungen
Die Warenkunde beschreibt die einzelnen warenförmigen Objekte, als Sammlung eher wertfreien Strukturwissens. Die spezielle Warenkunde ist strukturalistisch angelegt ohne wissenschaftliche Theorie, die allgemeine Warenkunde hat zur allgemeinen Technologie eine funktionale Verbindung.
Die Warenlehre dient dem theoretischen Rahmen der Warenkunde. Damit geht sie auf die Funktionen der Ware ein und unterscheidet zwischen dem Naturwert (den physischen Ressourcen) und dem Sozialwert (den Gebrauchswerten und Tauschwerten) der Waren. Die Warenlehre konzentriert sich im gesellschaftlichen Metabolismus auf den eigentlichen biologischen und kulturellen Zweck der Ware zur Bedürfnisbefriedigung. Sie unterscheidet sich als eine soziale Naturwissenschaft von der Warenwirtschaftslehre.
Die Warenwirtschaftslehre orientiert sich im betriebswirtschaftlichen Interesse des Marketing und Beschaffungswesens am Bedarf, an den Tauschwerten des Handels und an Konsumstilen. Zueinander ambivalent sind Warenverkaufskunde und Verbraucherbildung in umgekehrter Blickrichtung.
Die Warenwissenschaft begreift im Erkenntnisinteresse die Ware als insgesamt elementaren Wirtschaftsgegenstand. Diesen Ansatz der Verbindung zwischen Wirtschaft und physischen Umwelt hat Nicholas Georgescu-Roegen (1906–1994) als „Bioeconomics“ bezeichnet. Einer der ersten Hauptvertreter der Wissenschaft von der Ware in allgemeinster Form ist Viktor Pöschl (1884-1948). Die Ware als Wissenschaftsbegriff ist nach Artur Kutzelnigg (1904–1984) als Oberbegriff anzusehen, der alles das umfasst, was in Teilbereichen als Produkt, Erzeugnis, Material, Versorgungsartikel, Handelsware, Handelsgut, Gut usw. benannt wird. Die warenwissenschaftliche Thematik ist aus dem allgemeinmedizinischen Interesse hervorgegangen, im historischen Vorfeld der Politischen Ökonomie und der Merkantilistik. Nach Josef Hölzl stellt die Warenwissenschaft den Oberbegriff zur naturwissenschaftlichen und wirtschaftlichen Richtung dar.